# Veronica alpina
Veronica delle Alpi (nome scientifico Veronica alpina L., 1753) è una pianta erbacea perenne appartenente alla famiglia delle Plantaginaceae.

## Etimologia
Il nome generico (Veronica) deriva dal personaggio biblico Santa Veronica, la donna che ha dato a Gesù un panno per asciugare il suo volto mentre è sulla via del Calvario. Alcune macchie e segni sui petali della corolla di questo fiore sembrano assomigliare a quelli del sacro fazzoletto di Veronica. Per questo nome di pianta sono indicate altre etimologie come l'arabo "viru-niku", o altre derivate dal latino come "vera-icona" (immagine vera). L'epiteto specifico (alpina) significa "delle zone alpine", quindi di origine o abitudine alpina.
Il nome scientifico della specie è stato definito da Linneo (1707 – 1778), conosciuto anche come Carl von Linné, biologo e scrittore svedese considerato il padre della moderna classificazione scientifica degli organismi viventi, nella pubblicazione "Species Plantarum - 1: 11" del 1753.

## Descrizione

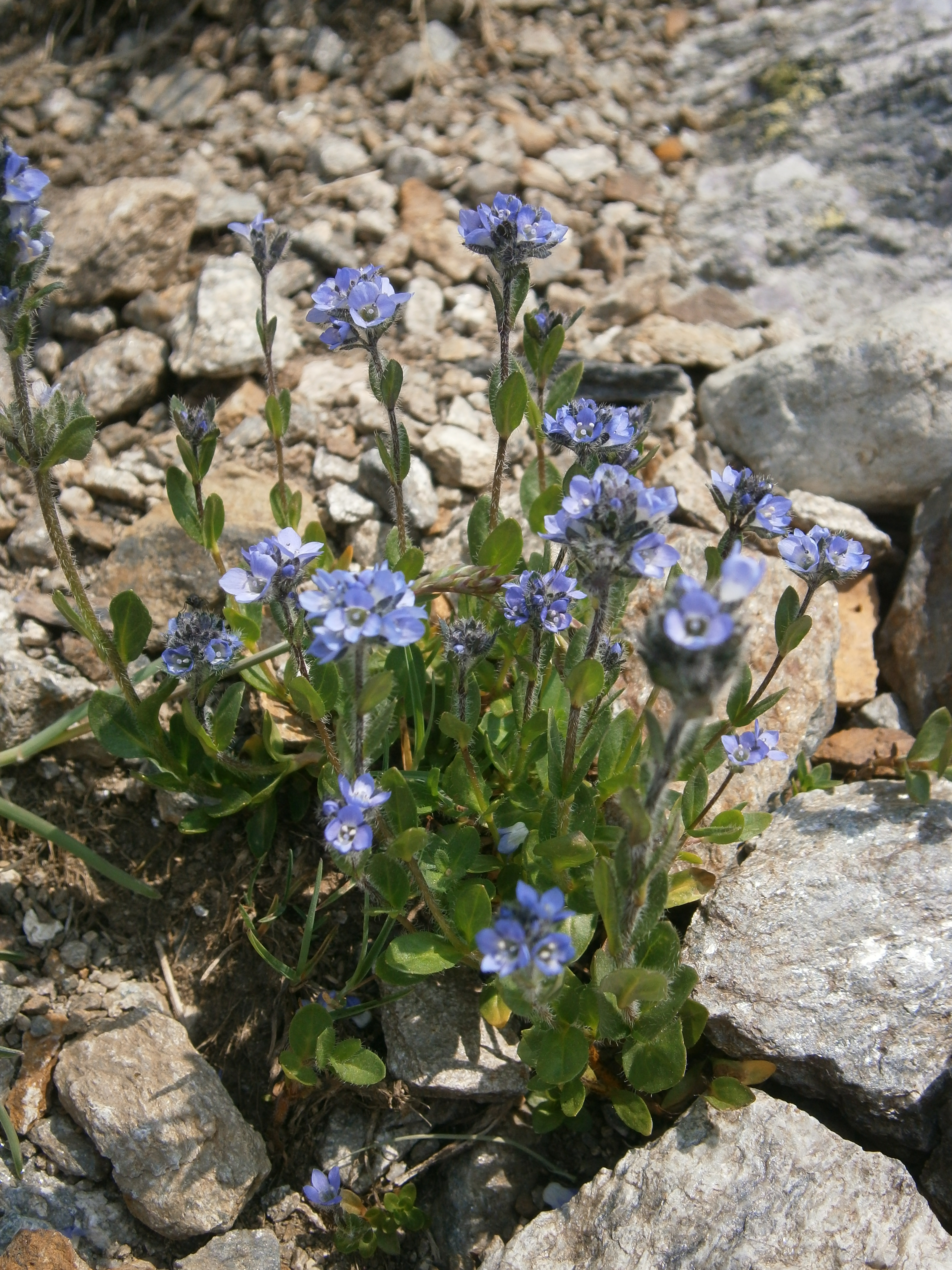
Il portamento

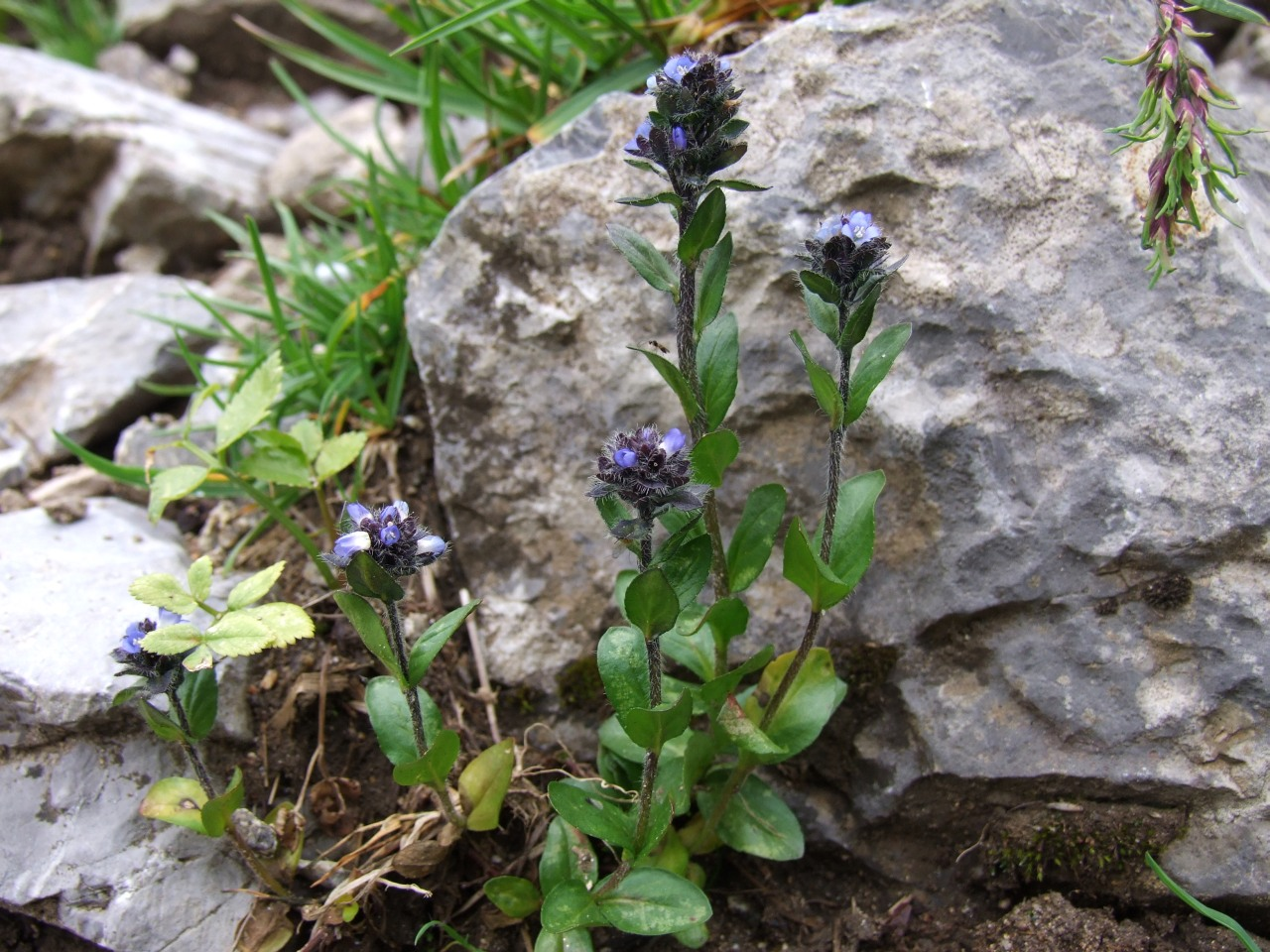
Le foglie

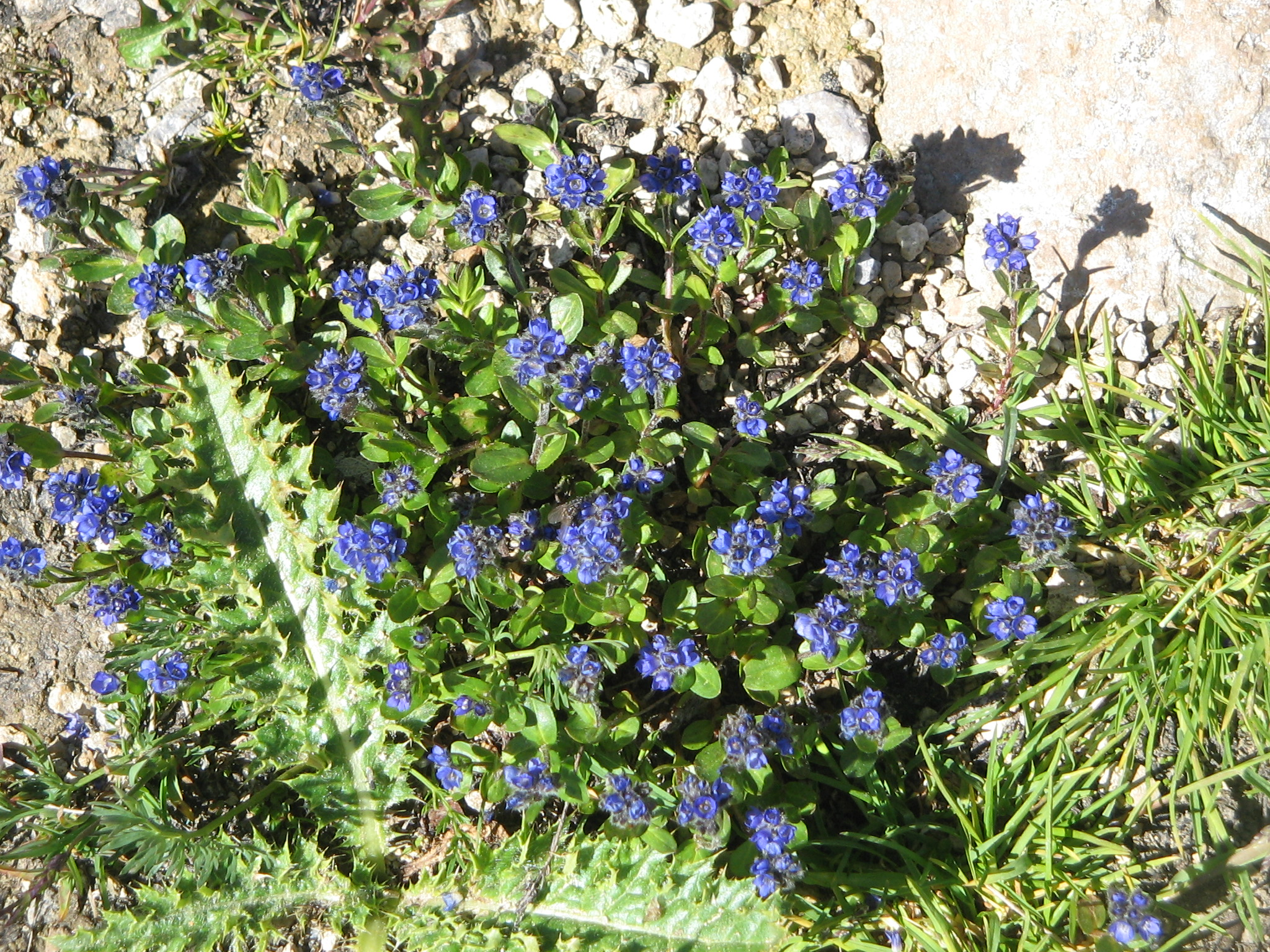
Infiorescenza

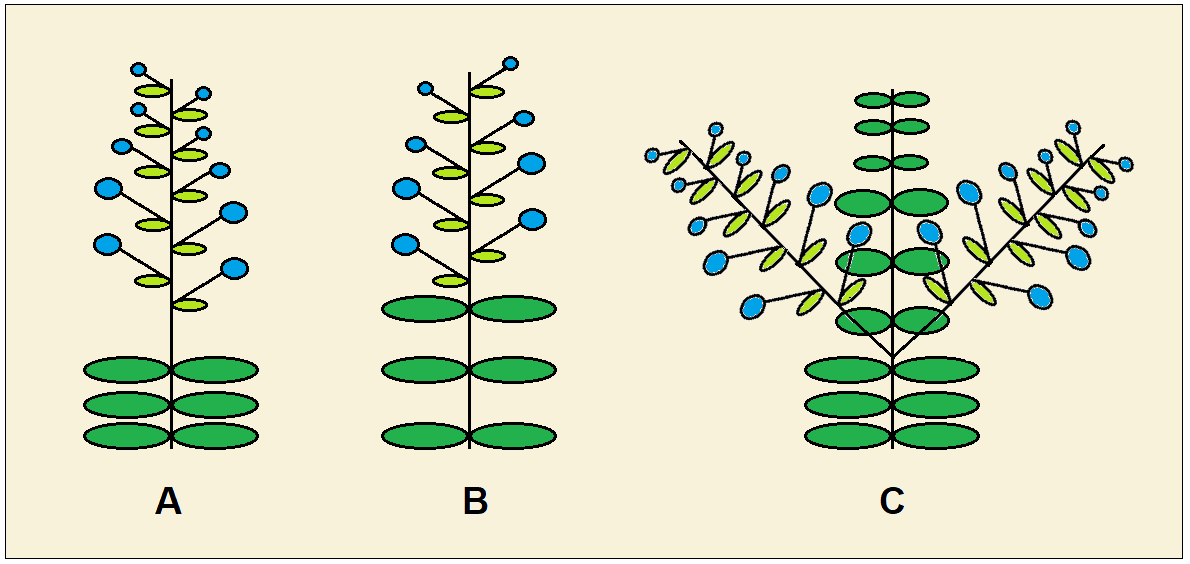
Racemi dell'infiorescenza: A) racemi terminali separati dalle foglie; B) racemi terminali non separati dalle foglie; C) racemi laterali

L'altezza di questa pianta varia tra 5 e 15 cm. La forma biologica è emicriptofita scaposa (H scap), ossia in generale sono piante erbacee, a ciclo biologico perenne, con gemme svernanti al livello del suolo e protette dalla lettiera o dalla neve e sono dotate di un asse fiorale eretto e spesso privo di foglie.

### Radici
Le radici sono secondarie da un breve rizoma.

### Fusto
La parte aerea del fusto è eretta, indivisa (o raramente ramificata) e leggermente pubescente. La parte basale può essere strisciante.

### Foglie
Le foglie lungo il caule sono disposte in modo opposto. Sono sessili con forme da ovali a ellittiche, apice ottuso o acuto. I margini sono debolmente crenati o seghettati (raramente sono interi). La superficie è ricoperta da peli sparsi; sui bordi possono essere cigliate. Le foglie inferiori sono più piccole di quelle superiori.

### Infiorescenza
Le infiorescenze sono dei racemi pauciflori, più o meno capitati. I racemi sono separati dalla parte fogliare (tipo A - vedi figura). I fiori sono posizionati all'ascella di una brattea di tipo fogliaceo. Le brattee sono disposte in modo alterno, quelle inferiori hanno delle forme allungate con superficie villosa (ma senza ghiandole); quelle superiori sono più strette e minori. I peduncoli dei fiori sono più brevi delle brattee (metà o anche meno).

### Fiore
I fiori sono ermafroditi e tetraciclici (composti da 4 verticilli: calice – corolla – androceo – gineceo), pentameri (calice e corolla divisi in cinque parti). Larghezza della corolla: 5 – 7 mm.
- Formula fiorale:

X o * K (4-5), [C (4) o (2+3), A 2+2 o 2], G (2), capsula.
- Calice: il calice campanulato, gamosepalo e più o meno attinomorfo, è diviso in 4 profonde lacinie oblunghe (il sepalo posteriore - il quinto - è mancante), con apice acuto. Dimensione del calice: 3 – 4 mm.
- Corolla: la corolla è gamopetala e debolmente zigomorfa con forme tubolari (il tubo è corto) e terminante in quattro larghi lobi con forme da orbicolari a oblunghe (il lobo superiore è leggermente più grande - due lobi fusi insieme, quello inferiore è più stretto); i lobi sono disposti in modo patente. La corolla è resupinata; i lobi sono appena embricati. Il colore della corolla è blu-cielo.
- Androceo: gli stami sono due lunghi (gli altri tre sono abortiti) e sono più corti del tubo corollino. I filamenti sono adnati alla corolla. Le antere hanno due teche più o meno separate, uguali con forme arrotondate.
- Gineceo: il gineceo è bicarpellare (sincarpico - formato dall'unione di due carpelli connati). L'ovario (biloculare) è supero con forme ovoidi e compresso lateralmente. Gli ovuli per loculo sono da numerosi a pochi (1 - 2 per loculo), hanno un solo tegumento e sono tenuinucellati (con la nocella, stadio primordiale dell'ovulo, ridotta a poche cellule).[12] Lo stilo filiforme con stigma capitato e ottuso è lungo come l'insenatura della corolla. Il disco nettarifero è presente nella parte inferiore della corolla (sotto l'ovario). Lunghezza dello stilo: 0,7 – 2 mm.
- Fioritura: da giugno a agosto.

### Frutti
Il frutto è del tipo a capsula divisa fino a metà in due lobi. I bordi sono smarginati e la superficie è pelosa. La forma è ellittica; la capsula in genere è più lunga del calice; il colore inizialmente è bluastro. La deiscenza è loculicida. I semi, di colore giallastro, sono numerosi con forme appiattite. Dimensione della capsula: 4 - 5 x 5 – 7 mm.

## Riproduzione
- Impollinazione: l'impollinazione avviene tramite insetti (impollinazione entomogama).
- Riproduzione: la fecondazione avviene fondamentalmente tramite l'impollinazione dei fiori (vedi sopra).
- Dispersione: i semi cadendo a terra (dopo essere stati trasportati per alcuni metri dal vento – disseminazione anemocora) sono successivamente dispersi soprattutto da insetti tipo formiche (disseminazione mirmecoria).

## Distribuzione e habitat

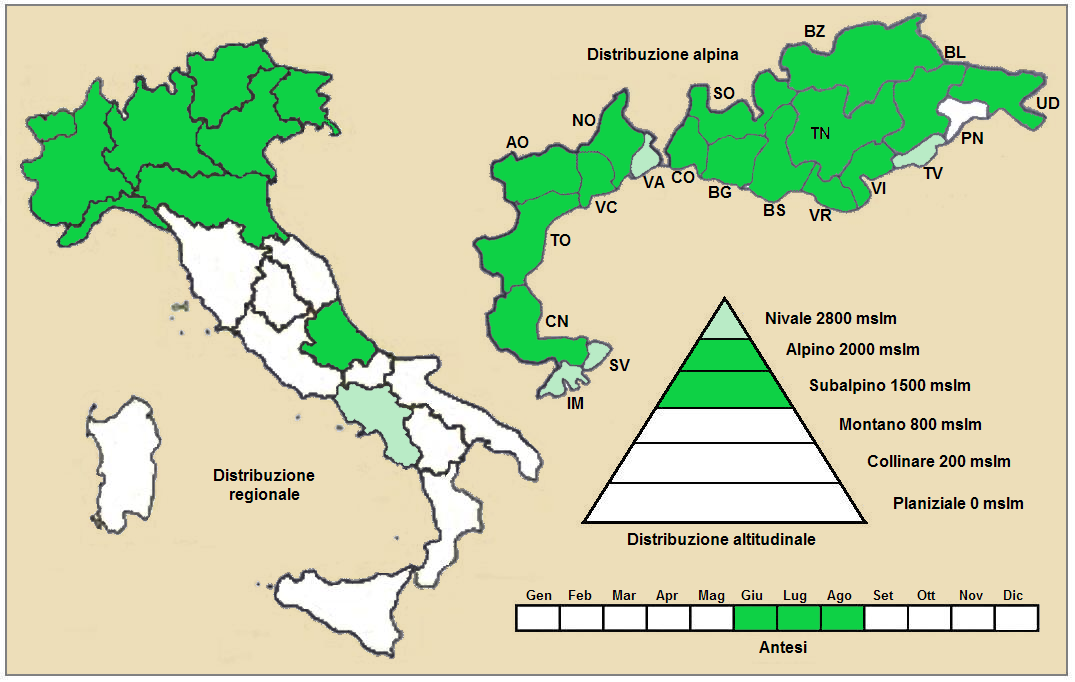
Distribuzione della pianta
(Distribuzione regionale – Distribuzione alpina)

- Geoelemento: il tipo corologico (area di origine) è Artico-alpino / Eurasiatico.
- Distribuzione: in Italia è una specie rara e si trova prevalentemente al Nord nelle Alpi sia sul versante meridionale che quello esposto a nord. Sugli altri rilievi europei collegati alle Alpi si trova nel Massiccio del Giura, Pirenei, Monti Balcani e Carpazi.[14] Nel resto dell'Europa questa specie si trova dalla Spagna alla Grecia e dall'Inghilterra alla Russia settentrionale (compresa la Scandinavia, l'Islanda e le Isole Svalbard).[15]
- Habitat: l'habitat tipico per questa pianta sono le vallette nivali e gli anfratti umidi; ma anche le balme, i riposi degli animali, i ghiaioni, le morene e gli accumuli di pietre. Il substrato preferito è calcareo ma anche siliceo con pH basico, medi valori nutrizionali del terreno che deve essere umido.[14]
- Distribuzione altitudinale: sui rilievi queste piante si possono trovare da 1.500 fino a 3.000 m s.l.m.; frequentano quindi i seguenti piani vegetazionali: subalpino, alpino e in parte quello nivale.

### Fitosociologia
Dal punto di vista fitosociologico alpino Veronica alpina appartiene alla seguente comunità vegetale:
- Formazione: delle comunità delle fessure, delle rupi e dei ghiaioni

- Classe: Thlaspietea rotundifolii

- Ordine: Androsacetalia alpinae

## Tassonomia
La famiglia di appartenenza (Plantaginaceae) è relativamente numerosa con un centinaio di generi. La classificazione tassonomica di questa specie è in via di definizione in quanto fino a poco tempo fa il suo genere apparteneva alla famiglia delle Scrophulariaceae (secondo la classificazione ormai classica di Cronquist), mentre ora con i nuovi sistemi di classificazione filogenetica (classificazione APG) è stata assegnata alla famiglia delle Plantaginaceae; anche i livelli superiori sono cambiati (vedi il box tassonomico iniziale). Questa pianta appartiene alla sottotribù Veroniciinae (tribù Veroniceae e sottofamiglia Digitalidoideae). Il genere Veronica è molto numeroso con oltre 250 specie a distribuzione cosmopolita.

### Filogenesi
La specie V. alpina appartiene alla sezione Veronicastrum Koch caratterizzata da piante perenni con racemi terminali. Ricerche più recenti hanno posizionato la specie di questa voce nel sottogenere Veronica.
La specie Veronica alpina fa parte di un "complesso" di otto taxa posizionate tutte nell'emisfero settentrionale con la seguente distribuzione:
- Veronica alpina: Europa, Siberia e Groenlandia.
- Veronica bellidioides L.: Alpi e Pirenei.
- Veronica cusickii A. Gray: America settentrionale occidentale.
- Veronica copelandii Eastw.: Costa occidentale dell'America settentrionale.
- Veronica wormskjoldii Roem. & Schult.: America settentrionale orientale.
- Veronica alpina var. nutans (Bong.) B. Boivin: America settentrionale occidentale.
- Veronica stelleri Pall. ex Link: Giappone e Aleutine
- Veronica nipponica Makino: Giappone

Il numero cromosomico di V. alpina è: 2n = 9.

### Variabilità
Per questa specie sono riconosciute come valide le seguenti sottospecie:
- Veronica alpina var. nutans (Bong.) B. Boivin, 1977
- Veronica alpina subsp. pumila (All.) Dostál, 1950
- Veronica alpina subsp. wormskjoldii (Roem. & Schult.) Elenevsky, 1977

### Sinonimi
Questa entità ha avuto nel tempo diverse nomenclature. L'elenco seguente indica alcuni tra i sinonimi più frequenti:
- Cardia alpina Dulac
- Veronicastrum alpinum  Fourr.

Sinonimi per la varietà nutans
- Veronica alpina subsp. nutans (Bong.) Pennell
- Veronica nutans Bong.

Sinonimi per la sottospecie pumilla
- Veronica alpina var. australis  Wahlenb
- Veronica lasiocarpa  Pennell
- Veronica pumila  All.

Sinonimi per la sottospecie wormskjoldii
- Veronica alpina var. wormskjoldii (Roem. & Schult.) Hook.

### Specie simili
La specie di questa voce può essere confusa con le forme alpine della specie Veronica serpyllifolia L.. Le due specie si possono distinguere in quanto la V. alpina ha i peli dell'infiorescenza lunghi e non ghiandolari.

## Altre notizie
La veronica delle Alpi in altre lingue è chiamata nei seguenti modi:
- (DE)  Alpen-Ehrenpreis
- (FR)  Véronique des Alpes
- (EN)  Alpine Speedwell